# Schmidt Hills
Schmidt Hills är en kulle i Antarktis. Den ligger i Västantarktis. Argentina, Chile och Storbritannien gör anspråk på området. Toppen på Schmidt Hills är 802 meter över havet.
Terrängen runt Schmidt Hills är kuperad åt nordväst, men åt sydost är den platt. Terrängen runt Schmidt Hills sluttar västerut. Trakten är obefolkad. Det finns inga samhällen i närheten. 